# Viola bangiana
Viola bangiana är en violväxtart som beskrevs av Wilhelm Becker. Viola bangiana ingår i släktet violer, och familjen violväxter. Inga underarter finns listade i Catalogue of Life.